# Frontiers in Genetics
Frontiers in Genetics (ISSN 1664-8021) is een internationaal collegiaal getoetst wetenschappelijk tijdschrift op het gebied van de genetica. Het is een open-accesstijdschrift, wat wil zeggen dat de inhoud voor iedereen gratis beschikbaar is, en het wordt alleen online uitgegeven. 
Het tijdschrift wordt uitgegeven door Frontiers en is onderdeel van een getrapt systeem van tijdschriften: artikelen worden in eerste instantie gepubliceerd in een zeer gespecialiseerd subtijdschrift, en kunnen als ze veel gelezen worden "opstijgen" naar bredere tijdschriften. In dit systeem staat Frontiers in Genetics op de tweede trap.
Het eerste artikel in Frontiers in Genetics verscheen in november 2010.